# Lapidarschrift
Die Lapidarschrift (von lateinisch lapis „Stein“) oder Steinschrift bezeichnet die Schrift zweier Epochen der Schriftentwicklung in Griechenland und dem Römischen Reich, die gemeinsam haben, dass sie in Stein geritzt und später gemeißelt wurden. Die Griechen adaptierten die phönizische Schrift und entwickelten daraus die griechische Lapidarschrift, die ihre Hochphase vom 8. bis zum 5. Jahrhundert v. Chr. hatte. Die Römer übernahmen zur Entwicklung des lateinischen Alphabets die Schrift der Griechen, die jedoch erst im 2. Jahrhundert v. Chr. als römische Lapidarschrift die geometrisierten Formen der griechischen Vorlage übernimmt. Bereits im 1. Jahrhundert v. Chr. schreiben die Römer ihre Schrift mit breitem Schreibgerät vor und meißeln sie nach, was auch zur Entstehung der Serifen führt. Die Entwicklung der geschriebenen Schrift mit Rohr- oder Kielfeder auf Papyrus oder Pergament, und somit die Entstehung der Kleinbuchstaben, beginnt erst im Anschluss.
Die Monumentalschrift Capitalis monumentalis mit ihren geometrischen Formen gilt als formaler Höhepunkt der abendländischen Schrift. Auf diese späte Form der Lapidarschrift griff man daher noch im 15. Jahrhundert zurück, als Vorlage für die Großbuchstaben der humanistischen Schrift. Diese Druckschrift findet noch heute Anwendung, z. B. als Antiqua.